# Charlestown (Südafrika)
Charlestown ist ein südafrikanischer Ort in der Lokalgemeinde Newcastle im Distrikt Amajuba, Provinz KwaZulu-Natal. Im Jahre 2011 hatte er 4392 Einwohner mit 947 Haushalten.

## Beschreibung
Der 1889 gegründete Ort wurde nach Charles Bullen Hugh Mitchell (1836–1899) benannt, der im selben Jahr Gouverneur der Kolonie Natal wurde. Im Jahre 1906 wurde Charlestown zum Township proklamiert. Obwohl Charlestown nur etwa 5 Kilometer südlich von Volksrust (Provinz Mpumalanga) liegt, befindet es sich schon auf dem Territorium der benachbarten Provinz KwaZulu-Natal.

## Geschichte
Die einstige Bedeutung von Charlestown lag in dem Grenzposten zwischen Transvaal und Natal. Hier überquert eine wichtige Straßen- und Eisenbahnstrecke die Grenze zwischen diesen ehemaligen Provinzen. Auf beiden Seiten, in Charlestown und Volksrust, gab es ausgebaute Bahnhöfe mit Zollabfertigungsstellen. Als dieser Grenzübergang aufgegeben wurde, verließen viele weiße Bewohner den Ort. Der Stadtrat ermutigte Schwarze zum Kauf von Grundstücken im Ort, einige pachteten solche und bauten darauf ihre Häuser. Im Jahr 1964 gab es hier 80 Gebäude, 28 von ihnen wurden von schwarzen Familien bewohnt, die den üblichen Abgabenpflichten wie auch andere Bewohner unterlagen. Es kam unter allen Bewohnern zu öffentlichen Unmutsäußerungen, als die Information durchdrang, dass der Ort zu einem Township für Inder deklariert werden sollte. Die weiße Einwohnerschaft wandte sich im Oktober 1964 über den regionalen Parlamentsabgeordneten an die Regierung in Pretoria und verlangte eine Festsetzung als „weißes“ Gebiet mit einem getrennten „Bantu-Wohngebiet“.
Der Minister für Bantu Administration and Development erklärte am 19. April 1963 im südafrikanischen Parlament, dass es in Südafrika etwa 350 Black spots gäbe, von denen 250 in der Provinz Natal lagen.
Charlestown war eine Blackspot-Siedlung, in der schwarze Einwohner eigenes Land besaßen. Im Jahre 1953 wurde bereits angekündigt und den schwarzen Bewohnern in Charlestown gesagt, dass sie nach den Buffalo Flats (östlich von Newcastle in den Ebenen des Buffalo River) umziehen müssten, und dass Landeigentümer unter ihnen dafür eine Entschädigung zum damaligen Marktpreis der Immobilien bekommen würden.
Im Jahre 1963 wurden sie aufgefordert, entweder zum Ort, wo sie arbeiteten, oder in die neue Siedlung Duck Ponds (auch Duckponds) bei Newcastle (etwa 40 km von Charlestown entfernt) umzuziehen. Schließlich wurden die Menschen von Charlestown 1963 in ein anderes Gebiet, etwa 10 Kilometer von Newcastle entfernt, in die so genannten Duck Ponds (heute Madadeni, Township), zwangsumgesiedelt. Ihre beweglichen Sachen wurden auf Lastwagen verladen und in kleine, vorgefertigte Hütten gebracht. Es war ihnen nicht gestattet, ihr Vieh mitzunehmen. Ihre Häuser in Charlestown wurden abgerissen. Eine Proklamation vom Oktober 1964 unterband alle neuen baulichen Aktivitäten.
Die Liberal Party of South Africa (LPSA) trat als eine der wenigen legalen Organisationen gegen diese Politik auf. Hier war es Peter Brown, dessen Engagement zur Gründung der Association for Rural Advancement (AFRA) führte.

## Sehenswürdigkeiten
In Charlestown sind sehr wenige historische Bauten erhalten geblieben. Teile der Bebauung sind seit längerer Zeit verlassen.
In der Nähe befindet sich das auffällige Bergmassiv Majuba (2099 m). Hier fand am 27. Februar 1881 ein blutiges Gefecht (Schlacht am Majuba Hill) zwischen britischen und burischen Truppen statt, bei der die Briten eine Niederlage mit 200 Toten erlitten. Der Sieg der burischen Einheiten war für die weitere politische Entwicklung von hoher Bedeutung und beendete den Ersten Burenkrieg. Nach dem Friedensschluss war die Republik Transvaal mit einer hohen staatlichen Souveränität ausgestattet.
Der indischstämmige Architekt Jamaloodeen Karim entwarf die Pläne für eine Moschee in Charlestown und für andere Ortschaften im nördlichen Natal.
An der Landstraße nach Memel befindet sich das Fanny Knight Memorial, ein Obelisk als Denkmal für eine Mordtat im Jahre 1927.

## Wirtschaft und Infrastruktur
Der Ort ist wenig entwickelt.

## Verkehr
Durch Charlestown führt die Nationalstraße N11. Im Ort gibt auch einen Bahnhof an der Eisenbahnstrecke zwischen Johannesburg und Durban, die als Natal Main Line, eine der frühen Schienenverkehrswege im heutigen Südafrika war.